# Reggie Williams (Basketballspieler, 1986)
Reggie Williams (* 14. September 1986 in Prince George, Virginia) ist ein US-amerikanischer Basketballspieler.
Seine Collegezeit verbrachte Williams erfolgreich am Virginia Military Institute. Nachdem er in der NCAA zwei Jahre in Folge die meisten Punkte erzielt hatte, meldete er sich für den NBA Draft 2008 an, entschied sich später jedoch das Studium fortzusetzen. Seine Profikarriere startete er beim französischen Team JDA Dijon. Nach einem Jahr wechselte er zum NBA-Development-League-Team der Sioux Falls Skyforce. Mit guten Leistungen bei durchschnittlich 26 Punkten und 5,7 Rebounds konnte er das NBA-Team der Golden State Warriors auf sich aufmerksam machen. Nach zwei 10-Tages-Verträgen wurde er am 22. März 2010 für den Rest der Saison verpflichtet und erzielte dabei im Schnitt 15,2 Punkte bei 4,6 Rebounds und 2,8 Assists. Die Saison 2010/11 verbrachte Williams ebenfalls in Oakland und erzielte in 80 Spielen durchschnittlich 9,2 Punkte, 2,1 Rebounds und 1,5 Assists. Dabei fiel er insbesondere als guten Dreipunktewerfer auf. Er verwandelte 42,3 % seiner Versuche und traf insgesamt 102 Mal. Am 15. Dezember 2011 unterschrieb er als Free Agent einen Vertrag mit den Charlotte Bobcats.
Im Januar 2019 unterschrieb er einen Vertrag beim deutschen Basketball-Bundesligisten Science City Jena, um diesen im Abstiegskampf zu unterstützen.